# Jean-Étienne Balguerie
Jean-Étienne Balguerie, dit Balguerie junior (Montpellier 31 juillet 1756 - Bordeaux 11 mars 1831) est un capitaine de navire, armateur, négrier et homme politique français.

## Famille
Jean-Étienne Balguerie est le fils de Jean Balguerie, négociant à Sète, protestant dont la famille est originaire de Clairac (Lot-et-Garonne), et de Marguerite Tarteyron, originaire de Ganges (Hérault).
Il épouse en janvier 1790 Anne Rion, fille du négociant Jean-Dominique Rion. Elle décède en 1793. Il se remarie la même année  avec Sophie du Puy-Monbrun d'Aubignac, d'un famille protestante du Gard. Ils ont quatre enfants.
- Charles  (1795-1867) marié avec Jeanne-Elisabeth Burète (1800-1887)
- Sophie  (1801-1868) mariée en 1823 ou 1833 avec Jean-Louis Baour (1798-1873)
- Henriette  (1802-1872) mariée en 1823 avec Henri Lawton (1799-1827)
- Mathilde  (1808-1879)

## Biographie

### Capitaine au long cours
En 1779, à 23 ans, il commande le Darcy vers la colonie française de Saint-Domingue.
De février 1783 à juin 1785, sur du navire l'Hippopotame, un navire de tonnage important (800 tonneaux) armé par Jean-Louis Baux, Barde, & Cie, il part pour une expédition de commerce vers la Chine en passant pour l'aller comme pour le retour par l'ile de France et le Cap de Bonne Espérance .

### Négociant, armateur et négrier
En 1786, en plein essor du commerce négrier du port de Bordeaux, il prend le commandement du navire l'Horizon, armée par Sageran et Gautier, qui déporte vers l'ile de France, Cabinde et le Cap Français 620 captifs noirs. C'est son dernier voyage comme capitaine au long cours. En 1793, il refuse le commandement d'un vaisseau militaire de 74 canons, «ne naviguant plus depuis cinq ans».
En 1788, son capital se monte à 260.000 livres (4 millions d'euros actuels).
En septembre et octobre 1788, il s'associe à Jean-Louis Baux et expédie à la traite deux navires, le Chasseur vers le Mozambique, le Nélée vers Ambriz. De 1789 à 1791 il organise six autres armements vers le Mozambique.
Au mois de frimaire de l'an VII (nov-déc. 1795), il arme à Bordeaux le Grand Dalembert, corsaire chargé de marchandises, à destination des colonies françaises. Commandé par Étienne Sénac, subrécargue, après des escales à Porto-Rico, il rentre à Lorient le 8 janvier 1800, avec comme passager un corsaire Marie-Étienne Peltier.
Il participe à la guerre de course pendant la guerre avec l'Angleterre. À cette fin, il fait construire en 1798 à Bordeaux par les frères Courau un premier navire nommé Le Bordelais, qui s'emparera le 13 février 1799 du voilier neutre danois L' Antoinette. Mais Balguerie perd son procès devant le conseil des prises, sur le rapport de Portalis. En 1801 près de Madère, la frégate La Psyché (36 canons), armée pour son compte, capture le Sally of London, navire de traite anglais. Il arme aussi La Psyché (36 canons) en 1801, La Revanche (16 canons) en 1807, La Vénus (construite par les frères Courau) en 1811.
En 1803, un an après le rétablissement de l'esclavage par Napoléon Bonaparte, aboli par la Convention montagnarde en 1794, il arme une expédition négrière par l'Angole vers Saint-Thomas (iles Vierges) durant laquelle son navire, Le Grand-d'Alembert, est capturé par les Anglais.
En 1805, Balguerie acquiert le domaine Bonnefont à Talence. Il y fait construire par l'architecte Armand Corcelles le château Bonnefont à l'entrée de l'actuel domaine universitaire de Talence,.
De 1816 à 1819, son navire le Bordelais effectue le tour du monde. Le navire est commandé par Camille de Roquefeuil-Cahuzac (1781 - 1831). Il fait un tour du monde en trente-six mois (première circumnavigation française après la Révolution) pour ouvrir de nouvelles voies commerciales à la métropole aquitaine. Le récit de son voyage traduit en anglais, allemand et espagnol connait un succès d'édition. Balguerie reçoit à cette occasion la Légion d'honneur.
En 1827, il constitue une nouvelle société avec son fils Charles.
Il est député de 1827 à 1830 après son élection dans le 3e arrondissement de la Gironde (Blaye). Il se situe au centre gauche et vote avec les constitutionnels. En 1830, il se démet de ses fonctions législatives.
Il décède en 1831, laissant à ses héritiers une fortune d'environ 750.000 francs, dont un hôtel particulier, 7 place du Champ-de-Mars, et le domaine viticole de Villambis à Cissac-Médoc, acheté en 1793.
Aux XXe et XXIe s., il a de nombreux descendants, notamment dans les familles Cruse et du Vivier de Faÿ Solignac, mais aucun ne porte son nom. La famille Balguerie est toujours représentée de nos jours par les descendants d'une autre branche, celle d'Alfred Balguerie (1892-1974), qui fonde dans les années 1930 l'entreprise Balguerie de transports maritimes, aériens et terrestres. Cette société demeure encore aujourd'hui une société familiale très active.